# 高柳広
高柳 広（たかやなぎ ひろし、1965年10月7日 - ）は、日本の医学者、整形外科医。学位は、博士（医学）（東京大学・2001年）。東京大学大学院医学系研究科教授、東京大学新世代感染症センター 主任研究員。骨免疫学 (osteoimmunology) 研究の先駆者であり、リウマチ研究でも名高い。元妻はヴァイオリニストで女優の川井郁子。

## 研究職歴
- 1990年
  - 3月 東京大学医学部卒業
  - 7月-12月 東京大学医学部附属病院整形外科
- 1991年1月-6月　東京都老人医療センター麻酔科
- 1991年7月-1992年6月 東芝病院整形外科
- 1992年7月-1993年12月 東京都立台東病院整形外科
- 1994年1月-1995年1月 東京都立豊島病院整形外科
- 1995年2月-1996年6月 東京都老人医療センター整形外科・老人研兼務研究員
- 1996年7月-1997年3月 東京大学医学部附属病院整形外科医員
- 1997年4月-1998年3月 東京大学大学院医学系研究科博士課程
- 1998年4月-2001年3月 日本学術振興会特別研究員
- 2001年
  - 3月 東京大学大学院医学系研究科博士課程修了
  - 4月-6月 日本学術振興会特別研究員
- 2001年6月-2003年9月 東京大学大学院医学系研究科免疫学助手
- 2001年12月-2007年3月 科学技術振興事業団さきがけ研究21 (PRESTO)「生体と制御」領域研究者、継続研究SORST研究者
- 2003年10月-2005年3月 東京医科歯科大学大学院分子細胞機能学特任教授
21世紀COEプログラム（歯と骨の分子破壊と再構築のフロンティア）
- 2005年4月-2012年4月 東京医科歯科大学大学院分子情報伝達学教授
- 2012年5月-現在 東京大学大学院医学系研究科病因・病理学専攻免疫学教室教授
- 2022年10月-現在 東京大学国際高等研究所新世代感染症センター主任研究員（併任）

## 受賞（学術賞）歴
- 1997年 米国骨代謝学会 (Young Investigator's Award)
- 2002年 井上研究奨励賞
- 2002年 国際サイトカイン学会 (Young Investigator Award)
- 2002年 サイエンス誌若手科学者賞
- 2004年 ノバルティス・リウマチ医学賞
- 2004年 日本リウマチ学会賞
- 2004年 アメリカ骨代謝学会 (Fuller Albright Award)
- 2005年 日本学術振興会賞
- 2005年 日本学士院学術奨励賞
- 2005年 科学技術分野の文部科学大臣表彰 若手科学者賞
- 2005年 文部科学省・科学技術政策研究所が選ぶ科学技術への顕著な貢献 in 2005（ナイスステップな研究者）
- 2006年 東京テクノ・フォーラム21 ゴールド・メダル賞
- 2006年 オーストリア骨代謝学会 (2006 International Research Prize)
- 2008年 持田記念学術賞
- 2018年 上原賞
- 2019年 日本学士院賞

## 主な研究業績
- Takayanagi, H. et al.	Nature 408, 600-5 (2000)
- Takayanagi, H. et al.	Nature 416, 744-9 (2002)
- Takayanagi, H. et al.	Dev Cell 3, 889-901 (2002)
- Kim, S. et al. Genes Dev 17, 1979-91 (2003)
- Koga, T. et al. Nature 428, 758-63 (2004)
- Koga, T. et al. Nat Med 11, 880-5 (2005)
- Sato, K. et al. Nat Med 12, 1410-6 (2006)
- Takayanagi, H.	Nat Rev Immunol 7, 292-304 (2007)
- Asagiri, M., et al. Science 319, 624-7 (2008)
- Shinohara, M., et al. Cell 132,794-806 (2008)
- Takayanagi, H. Nat Rev Rheumatol 5 (12), 667-76(2009)
- Okamoto, K., et al. Nature 464, 1381-5 (2010)
- Nakashima, T., et al. Nat Med 17, 1231-4 (2011)
- Negishi-Koga, T., et al. Nat Med 17, 1473-80 (2011)
- Hayashi, M., et al. Nature 485(7396), 69-74 (2012)
- Takayanagi, H. Nat Rev Rheumatol 8 (11), 684-9 (2012)